# 金綺泳
金綺泳 （김기영、キム・ギヨン、1919年10月10日 - 1998年2月5日） は、韓国の映画監督、脚本家、映画プロデューサー、編集技師。
1997年に開催された第2回釜山国際映画祭において、本格的なレトロスペクティヴが組まれる。現在までに、彼の作品は、シネマテーク・フランセーズ、サンフランシスコ、ニューヨークなどで上映されている。

## フィルモグラフィー
- 死の箱 주검의 상자 （1955年）
- 陽山道 양산도 （1955年）
- 鳳仙花 봉선화 （1956年）
- 女性前線 여성전선 （1957年）
- 黄昏列車 황혼열차 （1957年）
- 初雪 초설 （1958年）
- 十代の反抗 10대의 반항 （1958年）
- 悲しき牧歌 슬픈 목가 （1960年）
- 下女 하녀 （1960年）
- 玄海灘は知っている 현해탄은 알고 있다 （1961年）
- 高麗葬 고려장 （1963年）
- アスファルト 아스팔트 （1964年）
- 兵士は死して語る 병사는 죽어서 말한다 （1966年）
- 女 여 （1968年） オムニバスの一篇
- 美女、ミス洪 미녀홍낭자 （1969年）
- レンの哀歌 렌의 애가 （1969年）
- 火女 화녀 （1971年） 『下女』のリメイク
- 虫女 충녀 （1972年）
- 破戒 파계 （1974年）
- 肉体の約束 육체의 약속 （1975年）
- 血肉愛 혈육애 （1976年）
- 異魚島 이어도 （1977年）
- 土 흙 （1978年）
- 殺人蝶を追う女 살인나비를 쫓는 여자 （1978年）
- 水女 수녀 （1979年）
- ヌミ 느미 （1980年）
- 潘金蓮 반금련 （1981年）
- 火女 '82 화녀'82 （1982年） 『火女』のリメイク
- 自由処女 자유처녀 （1982年）
- 肉食動物 육식동물 （1984年） 『虫女』のリメイク
- 馬鹿狩り 바보사냥 （1984年）
- 死んでもいい経験 죽어도 좋은 경험 （1995年）[注 2]